# 1461

## Esdeveniments
Països Catalans
- 21 de juny: Durant la Guerra Civil catalana, es firma la Concòrdia de Vilafranca del Penedès, entre Joana Enríquez, en representació del seu espòs, el rei Joan II de Catalunya-Aragó, i les institucions catalanes, que posava provisionalment fi a les hostilitats.[1]

Resta del món

## Naixements
Països Catalans
Resta del món

## Necrològiques
Països Catalans
- 23 de setembre - Barcelona: Carles de Viana, príncep d'Aragó i infant de Navarra, príncep de Viana, duc de Gandia (1439-1461), de Girona (1458-1461) i rei titular de Navarra (1441-1461).

Resta del món